# German Open
O German Open foi um torneio masculino de golfe. Foi disputado pela primeira vez em 1911, triunfado pelo inglês Harry Vardon, com 279, nove tacadas à frente do escocês Sandy Herd. O torneio fazia parte do calendário anual do PGA European Tour entre 1972 e 1999.
Percy Allis e Bernhard Langer ambos sagraram-se cinco vezes.

## Campeões
| Ano  | Campeão      | País       | Local       | Pontuação | Margem              | Vice-campeão(ões) | Ref   |
| ---- | ------------ | ---------- | ----------- | --------- | ------------------- | ----------------- | ----- |
| 1912 | J. H. Taylor | Inglaterra | Baden-Baden | 279       | Playoff (9 buracos) | Ted Ray           | [ 2 ] |
| 1911 | Harry Vardon | Jersey     | Baden-Baden | 279       | 9 tacadas           | Sandy Herd        | [ 3 ] |